# В'єтнам

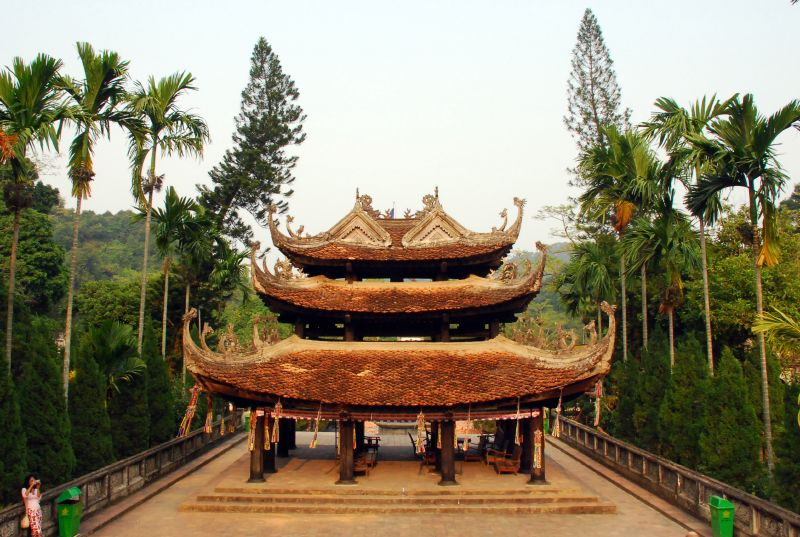

В'єтна́м (в'єт. Việt Nam), Соціалісти́чна Респу́бліка В'єтна́м (в'єт. Cộng hòa Xã hội Chủ nghĩa Việt Nam) — країна в південно-східній Азії, на узбережжі Південнокитайського моря, межує на півночі з Китаєм, на півдні та заході з Камбоджею і Лаосом; омивається Південнокитайським морем (затока Тонкін). Площа країни становить 329 560 км²; населення — 96 208 984 осіб (2019). Столиця — Ханой.
В'єтнам був заселений в епоху палеоліту, а держави були засновані в першому тисячолітті до нашої ери в дельті Червоної річки на території сучасного північного В'єтнаму.Стародавня в'єтнамська історія почалася з держав Ванланг і Ау-Лак.  Династія Хань анексувала Північний і Центральний В'єтнам, які згодом перебували під владою Китаю з 111 р. до н. е. до появи першої династії в 939 р. Послідовні монархічні династії поглинули китайський вплив через конфуціанство і буддизм і розширилися на південь до дельти Меконгу, завойовуючи  Чампа . Протягом більшої частини 17-го та 18-го століть В'єтнам був фактично розділений на два домени. У 1887 році її територія була інтегрована до Французького Індокитаю у вигляді трьох окремих регіонів. Одразу після Другої світової війни націоналістична коаліція В'єтмін на чолі з комуністом-революціонером Хо Ши Міном розпочала Серпневу революцію та проголосила незалежність В'єтнаму від Японської імперії в 1945 році.
У 20 столітті В’єтнам пережив тривалі війни: Першу індокитайську війну та В'єтнамську війну. Після перемоги у 1975 році В’єтнам возз’єднався як унітарна соціалістична держава під керівництвом Комуністичної партії В’єтнаму (КПВ). Неефективна планова економіка, торгове ембарго Заходу та Кампучійсько-в'єтнамський конфлікт ще більше покалічили країну. У 1986 році КПВ ініціювала економічні та політичні реформи, перетворивши країну на соціалістично орієнтовану ринкову економіку. Ці реформи сприяли реінтеграції В'єтнаму у світову економіку та політику .
В’єтнам – країна, що розвивається, з рівнем доходу нижче середнього. Тут високий рівень корупції, цензури, проблеми з навколишнім середовищем і низький рівень дотримання прав людини. Країна є частиною міжнародних і міжурядових організацій, включаючи АСЕАН, АТЕС, Рух неприєднання, СОТ та інші. Вона двічі посідала місце в Раді безпеки ООН.

## Назва
Назва країни (в'єт. 越南) складається з двох слів: «Việt» означає титульну націю — в'єтів, а «Nam» — південь, «країна в'єтів на півдні», тобто є калькою з китайського «Юенань», де «юе» — китайська назва в'єтів, а «нань» — південь.
Уперше назву В'єтнам вжив поет Нгуєн Бінь Кхієм у своїй книзі «Пророцтва Чанг Чиня» в XVI столітті, написавши «І був утворений В'єтнам». Цю назву було вигравійовано на 12 стелах XVI—XVII століть, зокрема в пагоді Бао Лам в Хайфоні. У 1804—1813 роках імператор Зя Лонг використовував слово В'єтнам в офіційних документах. Однак до 1945 року країна називалася зазвичай Аннам, поки назву не було змінено офіційно імператором Бао Даєм.

## Географія

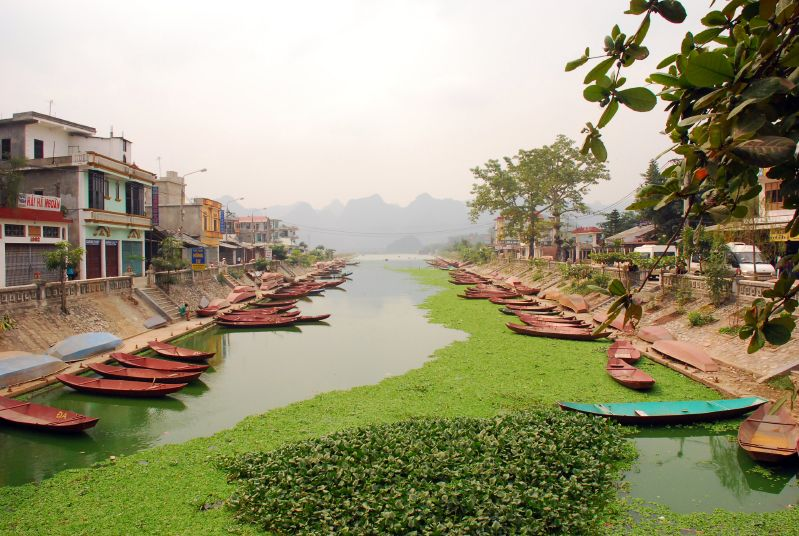

Територія В'єтнаму видовжена в меридіональному напрямі, яка займає східне узбережжя півострова Індокитай.  Країна розташована між 8° і 24° північної широти та 102° і 110° східної довготи. Її загальна площа становить 331 210 км²  , що робить її 66-ю найбільшою країною в світі за площею. Протяжність з півночі на південь — близько 1750 км, а в широтному напрямі її протяжність на півночі  616 км  (від Монгкая до в'єтнамсько-лаоського кордону),  в центральній частині до 46,5 км (в області Чунгбо). Загальна протяжність сухопутних кордонів країни становить 4639 км. В'єтнам має вихід до  Південнокитайського моря та його Тонкінській затоці.   Довжина берегової лінії, що нагадує букву S, становить 3260 км. 

### Рельєф
На території країни гори, плато і плоскогір'я займають 40% території. Гірський хребет Аннам, простирається від верхів'їв річки Ка в Лаосі до південного краю Центральне нагір'я, по найвищим точкам цих гір проходить кордон з Лаосом. Середня висота хребта 2000м. Гора Нгоклінь, висотою 2605 м, найвища з тих,що розташовано на території країни. На півдні країни розташовано Центральне нагір'я ― високогірний регіон, в складі якого є декілька плат середньою висотою від 500 м до 1500 м. На північному заході країни розмішено гірський масив  Хоангльєн, на якому розташовано найвища точка в країні та в усьому Індокитаї гора Фаншипан, що має висоту 3147 м над рівнем моря. 
Низовини простягаються вузькою смужкою вздовж узбережжя, а також займають великі площі на півночі — долина річки Хонгха, а на півдні —  дельта річки Меконг та долина річки Бе.

### Внутрішні води
Гідрографічна мережа дуже багата. По гірському хребту Аннам проходить вододіл між долиною річки Меконг та річками Південнокитайського моря. Річки центрального району В'єтнаму короткі та швидкі. На території країни є дві важливі річки: річка Хонгха (Червона річка) на півночі та річка Меконг на півдні, яка  є також найважливішою річкою в Індокитаю.

### Клімат

Кліматична карта В'єтнаму

В'єтнам розташований в області мусонного клімату, але внаслідок великої протяжності країни з півночі на південь кліматичні умови на території не однакові. Північний В'єтнам має субтропічний клімат, а центральний та південний регіони – тропічний. Зима на півдні спекотна (26 °C), на півночі прохолодна (15 °C), температура повітря іноді знижується до 1 °C через проникнення холодного повітря з Китаю. Проте, мають місце аномальні сплески температури навколишнього середовища. Так, 7 травня 2023 року у В'єтнамі було зафіксовано найвищу температуру в історії країни, яка становила більше 44 °C. У горах на висоті більше 1500 м — трапляються заморозки. Режим випадання опадів також змінюється по території В'єтнаму. Зима суха на півдні і волога на півночі, а влітку мусонні дощі поливають всю територію країни. У кінці літа і початку осені на узбережжі В'єтнаму лютують руйнівної сили тайфуни. На навітряних схилах гір в рік випадає 2500—3000 мм опадів, на підвітряних — 700—900 мм.

### Природні ресурси
Північ країни багатий на антрацит, буре вугілля, залізну руду, марганець, боксити і титан.

### Флора і фауна

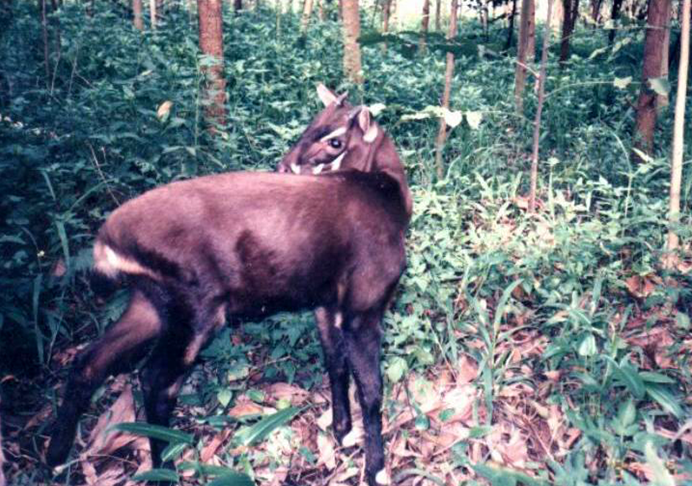
Саола — один з найрідкісніших у світі ссавців, що живуть у В'єтнамі.

Тропічні ліси займають близько 42% території країни. Згідно з главою 1 в 2005 році Національного звіту поточного стану екології «Біорізноманіття В'єтнаму», з точки зору видового різноманіття, В'єтнам є однією з 25 країн, що володіють високим рівнем біорізноманіття, і займає 16-те місце за рівнем біологічного різноманіття (маючи 16 % відомих видів). Були визначені 15 986 видів флори, з яких 10 % є ендемічними. Статистика показує, що з них 307 видів є нематодами, 200 — олігохетами, 145 — кліщами, 113 — ногохвостками, 7750 — комахами, 260 — рептиліями, 120 — земноводними, 840 — птахами і 310 — ссавцями, з яких 100 видів птахів і 78 видів ссавців є ендемічними.

## Історія

### Хронологія
В'єтнам, захоплений Францією в 1858—1884 роках, став частиною французьких колоніальних володінь в Індокитаї, японські війська виведені після війни в 1945 році. 
В'єтнамська війна за незалежність проти Франції в 1946 році. 
Французи зазнали поразки при Дьєнб'єнфу в 1954 році. 
За Женевською конвенцією в 1954 році країна була розділена по 17-й паралелі на дві окремі держави: Північний і Південний В'єтнам. 
На початку 1960-х років почалася В'єтнамська війна, що завершилася у 1976 році створенням Соціалістичної Республіки В'єтнам.
У 1974 році Китай анексував Парасельські острови, що розташовані на південний схід від острова Хайнань. Під час короткочасної прикордонної війни в 1979 році Китай відірвав від В'єтнаму спірні території на півночі. Китай також захопив частину островів Спратлі.
У 1978 році — війна з Камбоджею:  в'єтнамські війська у відповідь на агресію увійшли до Камбоджі і повалили режим Пола Пота, що викликало різке невдоволення КНР. 
У  1979 року відбулася Китайсько-в'єтнамська війна, під час якої армія СРВ зуміла зупинити наступ китайських військ, що вторглися в країну, завдавши їм великих втрат. Дипломатичне втручання СРСР змусило КНР відмовитися від подальших дій проти В'єтнаму. Після цього на китайсько-в'єтнамському кордоні періодично відбувалися збройні інциденти. 
У 1979-му — прикордонний конфлікт із Китаєм. 
Економічна криза призвела до появи тисяч в'єтнамських піратів, що грабували на морі.
Мирна угода з Камбоджею підписана в 1991 році. Відносини з Китаєм нормалізувалися.
З 1986 під впливом перебудови в СРСР і реформ в КНР, в'єтнамське керівництво в 1986 році оголосило про початок проведення «політики оновлення» («Доймой»). У власне політичній області цей курс передбачав поступову і обережну лібералізацію соціально-економічного життя під суворим контролем держави і комуністичної партії, зі збереженням формальних атрибутів соціалістичного ладу. Наразі у В'єтнамі відбулася часткова лібералізація економічної системи та значне розширення контактів із зарубіжними країнами при деякому ослабленні партійного контролю над усіма сферами суспільного життя.Копіювання радянської моделі народного господарства призвело до серйозної економічної кризи. 
В 1991 році за підсумками переговорів на вищому рівні, які відбулися 5—10 листопада відносини КНР і СРВ були відновлені. Відносини зі США повністю нормалізувалися, активно діють посольства та торговельні представництва США у В'єтнамі та В'єтнаму у США. 
Має дипломатичні відносини з Україною (встановлені в січні 1992 року.
У грудні 2006 року СРВ стала членом Світової організації торгівлі.
В'єтнам став повноправним членом Асоціації країн Південно-Східної Азії (АСЕАН). Існують дипломатичні відносини з США.

#### Війна у В'єтнамі

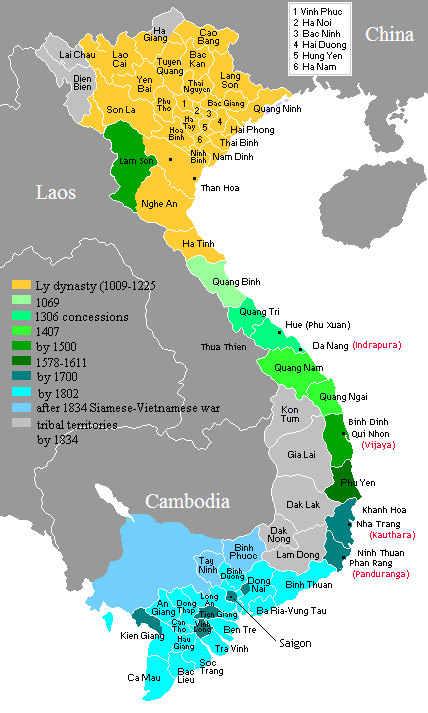
Розширення В'єтнаму

Влітку 1954 року були підписані Женевські угоди, що передбачали повну незалежність В'єтнаму, Лаосу та Камбоджі, а також якнайшвидше проведення вільних і загальних виборів. До виборів територія В'єтнаму тимчасово розділялася по річці Бенхай на дві половини. Такий стан справ не влаштовував США, які прагнули перешкодити розповсюдженню комунізму в Південно-Східній Азії. За сприяння Сполучених Штатів проведення виборів було зірвано, на півдні була проголошена Республіка В'єтнам зі столицею в Сайгоні (нині Хошимін), яку очолив Нго Дінь Дьєм. У 1959 році керівництво північної Демократичної Республіки В'єтнам (ДРВ) прийшло до висновку про необхідність об'єднання країни силовим шляхом. Був створений Національний фронт визволення Південного В'єтнаму (НФВПВ, також відомий як В'єтконг), який своїми партизанськими операціями намагався підривати вплив «сайгонського режиму» на периферії.
До 1965 року НФВПВ контролював не менше 30 % території Південного В'єтнаму. У відповідь США скористалися Тонкінським інцидентом (обстріл в'єтнамськими катерами американського есмінця, який перебував у нейтральних водах) для того, щоб розпочати систематичні бомбардування ДРВ і перекинути війська в Південний В'єтнам для боротьби з НФВПВ. Почалася В'єтнамська війна. Однак рішучі дії партизанів на півдні й успішне протистояння ДРВ авіанальотам (при значній підтримці СРСР) призвели до значних втрат серед американців і в 1973 році змусили Вашингтон підписати Паризькі мирні угоди, згідно з якими американські війська виводилися з В'єтнаму. Без американської підтримки сайгонський режим, який перебував у глибокій кризі, швидко загинув у результаті наступу північнов'єтнамських військ. 30 квітня 1975 року південнов'єтнамські війська здали Сайгон, і об'єднання країни було завершено.
У 1976 році була прийнята нова конституція Соціалістичної Республіки В'єтнам (СРВ), а Сайгон перейменовано на Хошимін.

## Державний устрій
Соціалістична республіка. Чинна Конституція країни прийнята 15 квітня 1992 року.
Вищі органи влади: Національні збори, президент, прем'єр-міністр.
Місцеві органи влади: в адміністративному відношенні В'єтнам складається з 58 провінцій і п'яти міст центрального підпорядкування: Ханоя, Хошиміну (колишній Сайгон), Хайфону, Дананга і Кантхо. У цих містах і провінціях діють народні ради — обираються населенням органи державної влади. Термін їх повноважень — 4 роки. Провінції розділені на округи (повіти), в яких, як повсюдно в містах і селах (общинах), діють обрані населенням народні ради. З 1997 року провінціям та іншим адміністративно-територіальним одиницям надано право займатися зовнішньоторговельними операціями.
Законодавча влада: згідно з Конституцією 1992 року органом законодавчої влади є Національні збори, що складається з 450 депутатів, які обираються на 5-річний термін прямим загальним голосуванням. З 2002 року Національні збори складається з 498 депутатів.
Збройні сили: все, що стосується В'єтнамської народної армії та інших силових структур, суворо засекречено. У листопаді 1998 року Національні збори проголосували за «прозорість» інформації у сфері державного управління, після чого уряд розробив детальну програму ознайомлення громадськості з питаннями фінансування керованих ним служб і відомств (вона не стосується армії, органів внутрішньої безпеки і партійних організацій). Чисельність військовослужбовців в країні оцінюють приблизно 0,5 млн осіб, а співробітників органів безпеки — 2 млн осіб. Спецслужби В'єтнаму — об'єкт критики за арешти представників опозиції.

### Верховна влада
5 квітня 2021 року Національні Збори (парламент) В'єтнаму обрали нового президента країни, яким став колишній Прем'єр-міністр країни Нгуєн Суан Фук. Одразу після оголошення результатів голосування президент склав присягу на вірність Комуністичній партії і народу країни.

### Судова влада
Правову основу судової системи СРВ становлять Конституція 1992 року, а також Закон від 10 жовтня 1992 року «Про народні суди», з подальшими змінами і доповненнями, та Указ Постійного комітету Національних зборів від 26 квітня 1993 року «Про військові суди».
Відповідно до Конституції (ст. 127) органами правосуддя В'єтнаму є Верховний суд, місцеві народні суди, військові суди і передбачені законом інші суди. В особливих випадках (наприклад, при введенні надзвичайного стану) Національні збори можуть утворити особливий суд. У низових одиницях діють відповідні організації громадян для розгляду дрібних проступків та врегулювання незначних суперечок серед населення.
Судова система включає Верховний народний суд у Ханої і нижчі народні суди в провінціях і великих містах. Національні збори можуть в особливих випадках, наприклад коли заторкуються інтереси національної безпеки, створювати своїм рішенням спеціальний орган судочинства. Верховний народний суд здійснює контроль за роботою підвідомчих установ. Представники національних меншин наділені правом користуватися в суді рідною мовою. На державному і провінційному рівнях і в армії діють народні інспекції, кожною з яких керують відповідальні співробітники прокуратури, які виконують завдання контролю за виконанням закону в державних установах, приватних організаціях, військовослужбовцями і цивільними особами. Справи на процесах суддя розглядає спільно з радою народних засідателів, що складається з п'яти-дев'яти осіб. У країні налічується понад 10 тисяч таких рад.

## Адміністративний поділ

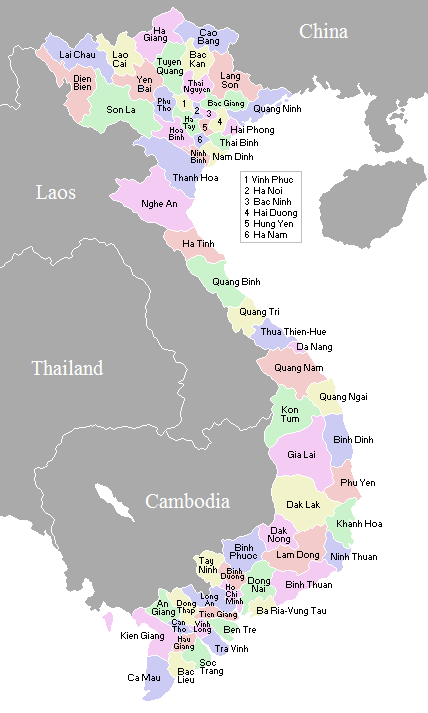
Адміністративні одиниці В'єтнаму першого рівня

В'єтнам ділиться на 58 провінцій (в'єт. Tỉnh, тінь). Поряд з ними існують 5 міст центрального підпорядкування (в'єт. thành phố trực thuộc Trung ương), які мають такий самий статус, як провінції.
До возз'єднання В'єтнаму в 1978 році у Північному В'єтнамі була політика створення в зоні розселення національних меншин автономних районів. Існували два таких райони: Єт-Бак, переважно населений тайцями, нунгами і яо і Тай-Мео, де переважали тхай і мяо. Після об'єднання країни в 1978 р. автономні райони «в інтересах прискорення побудови соціалізму» були ліквідовані.

## Економіка
В'єтнам — аграрна країна з промисловістю, що розвивається. На початку XXI ст. сільське господарство залишається головною галуззю економіки В'єтнаму, що забезпечує продовольчу безпеку країни. Основні галузі промисловості: харчова, легка, машинобудівна, гірнича, цементна, хімічних добрив, нафтова та інші.
Основні промислові центри: Ханой, Хошимін-Б'єнхоа, Хайфон, Дананг, Куангнінь, Вунгтау, Намдінь, Вінь, В'єтчі, Тхайнгуєн, Хабак, Тханьхоа. Провідну роль у промисловості відіграють Ханой і Хошимін.
Транспорт: автомобільний, залізничний, вн. водні шляхи та морський.
Гол. порти: Хошимін, Хайфон, Дананг, Хонггай, Камфа, Нячанг, Вунгтау.
Швидко розвивається цивільна авіація, яка обслуговує понад 15 внутрішніх ліній. Компанія «В'єтнам ейрлайнз» обслуговує і міжнародні лінії. Міжнародні летовища — Ханой, Хошимін, Дананг.
Західні країни пропонують владі В'єтнаму економічну допомогу в обмін на лібералізацію суспільства.

### Банківська система й валюта
Національною валютою В'єтнаму є донг. Він є за вартістю однією з найменших валют у світі. Донг позначається як VND або D (правильніше — маленька в'єтнамська буква d, з високою вертикальною межею ₫, пересіченою вверху горизонтальною межею, див. в'єтнамська мова). Донг формально рівний 10 хао і 100 су, але, ці дрібні в'єтнамські гроші не випускаються. Донг є неконвертованою валютою. У жовтні 2007 року уряд В'єтнаму прийняв план поступового перетворення його на конвертовану валюту і проголосив курс на дедоларизацію економіки В'єтнаму і всієї фінансової сфери. Заходи по втіленню цього плану в короткостроковому плані відбиваються на в'єтнамській валюті по різному. Станом на червень 2008 р. В'єтнам мав держрезерв в іноземній валюті у розмірі 20,7 млрд $. Готівка у В'єтнамі випускається в банкнотах і монетах. Банкноти використовуються значно частіше, ніж монети. Використання банківських карток для розрахунку в торгових точках поширене мало, поки що домінує готівка.

#### Банкноти
В обігу перебувають банкноти номіналом 500 000, 200 000, 100 000, 50 000, 20 000, 10 000, 5000, 2000, 1000, 500, 200 і 100 донгів. Гроші в купюрах, випущених після 2003 року, мають вищий ступінь захисту. На лицевій стороні банкнот поміщений портрет Хо Ші Міна, на звороті малюнки різні: Храм літератури в Ханої, Японський міст до Хой Ан, затока Халонг, будиночок, у якому народився Хо Ші Мін, нафтова морська платформа, старовинна столиця р. Хюе.

#### Монети
В обігу перебувають монети номіналом 5000, 2000, 1000, 500 і 200 донгів. На монетах в 5000 і 1000 донгів розміщено зображення пагод, на монеті в 2000 донгів — стародавнє в'єтнамське житло на палях. Оскільки в'єтнамська валюта за вартістю є однією з найменших, використання монет обмеженіше, ніж в інших країнах. Особливо рідко монетами доводиться користуватися іноземним туристам. У першій половині XX століття ходили монети дрібних грошей: хао і су, на які ділився донг. У наш час[коли?] ці в'єтнамські монети знаходяться тільки в колекціях.

#### Курс валюти до долара США
До весни 2008 р. курс тривалий час був 16 200 донгів за один долар США. На початку липня 2008 р. офіційний курс в'єтнамського донга до долара США становив вже 16 519 донгів за один долар. По заявах високих в'єтнамських фінансових чиновників у листопаді, прийнятний для в'єтнамської економіки курс донга до долара США повинен був бути 17 000. Проте в найостанніші дні 2008 р. офіційний курс донга значно знизився — майже до 17 500 донгів за 1 долар США. У середині весни 2009 р. курс донга до долара був трохи скоректований, майже до 18 000.
Наявні й банківські картки, чеки.

### Транспорт
Шляхи залізниці у В'єтнамі в основному завширшки 1 м, але ближче до китайського кордону зустрічаються також і шляхи стандартної ширини (1435 мм). Локомотиви — на тепловозній тязі, хоча в 1999 році ще були й паровози.

## Населення
- Чисельність населення — 89,6 млн (оцінка на липень 2010, 13-те місце у світі).
- Річний приріст — 1,1 % (фертильність — 1,93 народження на жінку).
- Середня тривалість життя — 69,5 років у чоловіків, 74,7 року у жінок.
- Міське населення — 28 %.
- Грамотність — 94 % чоловіків, 87 % жінок (оцінка 2002).
- Зараженість вірусом імунодефіциту (ВІЛ) — 0,5 % (оцінка 2007).

### Етнічний склад
Етнічний склад — в'єтнамці 86,2 %, тайці 1,9 %, тхаї 1,7 %, мионг 1,5 % та інші (за переписом 1999 року).

### Мови
Мови — в'єтнамська (офіційна), частина населення може говорити англійською, французькою, китайською.

### Релігії
Релігії станом на 2019 р.:
- Атеїсти й послідовники місцевих анімістичних культів — 86,32 %.
- Католики — 6,1 %.
- Буддисти — 4,79 %.
- Хоа-хао — 1,02 %.
- Протестанти — 1,0 %.
- Мусульмани — 0,7 %.
- Као-дай — 0,58 %.
- Інші — 0,12 %.

Основною релігією в'єтнамців є система народних вірувань, основу якої складають ритуали «Тхо кунг то Тієн» (культу предків), які неухильно виконуються більшістю жителів країни. Цей культ не має оформленого віровчення, ієрархії духовенства та соціальної організації (громади, парафії тощо) і, отже, не володіє статусом релігійної конфесії. Під час перепису 1999 р. всі особи, кому важко вказати свою конфесійну приналежність, були записані в розряд атеїстів. Також потрібно зауважити, що місцем відправлення культу предків часто служать буддійські храми, чим викликана інша популярна омана, згідно з якою, понад 80 % в'єтнамців — буддисти.

## Суспільство

### Національні свята
Державні свята:
- Тет — тиждень вихідних у січні або лютому. Святкується за місячним календарем, тому не має фіксованої дати.
- 3 лютого — День заснування Комуністичної партії В'єтнаму.
- День поминання королів Хунг[vi] (свято з «плаваючою датою» — зазвичай у квітні).
- 30 квітня — День визволення Південного В'єтнаму[vi].
- 1 травня — День трудящих.
- 19 травня — День народження Хо Ші Міна.
- 27 липня — День мучеників та поранених воїнів.
- 2 вересня — День незалежності[vi] (від Франції з 1945 р.).

## Культура
Одна з найдавніших традицій вшановувати дам, належить В'єтнаму. На честь національних героїнь, сестер Чинг, які організували повстання за незалежність від гніту Китаю, у 40-х рр. н. е. у березні відзначається в'єтнамський жіночий день, у пам'ять загибелі сестер.

## Туризм
Туризм у В'єтнамі є важливим компонентом сучасної в'єтнамської економіки. У 2012 році В'єтнам отримав понад 6,8 млн міжнародних прибутківчого, якої валюти?, в порівнянні з 2,1 млн у 2000 році. Щорічний приріст прибутків є дуже великим. Останніми роками потік туристів у В'єтнамі продовжує зростати. У 2008 році В'єтнам отримав 4 218 000 міжнародних пасажирів, в 2009-му це число склало 3,8 мільйона, що на 11 % більше. У 2012 році В'єтнам відвідує 6 840 000 туристів. Це склало 13%-й приріст порівняно з 2011 роком.
Найбільше відвідувачів було з таких країн: Китай, Південна Корея, Японія, США, Камбоджа, Австралія, Малайзія, Франція і Таїланд.

## Відносини з Україною
Перші офіційні контакти між Україною та В'єтнамом встановлено у радянський час, коли СРСР надавав всебічну підтримку комуністичній владі у В'єтнамі. У складі радянських делегацій у В'єтнамі працювали етнічні українці — фахівці-виробничники, освітяни, науковці, управлінці, військові.
У той же час в'єтнамська політична еміграція брала участь у діяльності організованого українцями Антибільшовицького блоку народів.
Невдовзі після проголошення незалежності України, 27 грудня 1991 року, В'єтнам визнав незалежність України. Дипломатичні відносини між двома країнами було встановлено 23 січня 1992 року. У 1993 році розпочало свою діяльність Посольство СРВ в Україні. Посольство України у В'єтнамі було започатковано у 1997 році.
Пріоритети українсько-в'єтнамських відносин було визначено у вересні 1992 року під час зустрічі у Нью-Йорку міністрів закордонних справ двох держав.
У 1993—94 роках відбулися обміни візитами на рівні глав зовнішньополітичних відомств України і В'єтнаму, у рамках яких було підписано низку важливих двосторонніх угод.
У червні 1994 року Україну відвідав Прем'єр-міністр СРВ Во Ван Кієт. Одним із важливих результатів того візиту стало створення Міжурядової українсько-в'єтнамської комісії з питань торговельно-економічного та науково-технічного співробітництва (МУВК).
Початок відносинам на найвищому рівні поклав державний візит Президента України Леоніда Кучми до В'єтнаму у 1996 р. Під час візиту відбулося підписання міждержавного Договору про принципи відносин між двома країнами.
У 2000 році з державним візитом в Україні перебував Президент СРВ Чан Дик Лионг. Візит завершився укладенням низки міжурядових та міжвідомчих документів. Того ж року нового поштовху розвитку українсько-в'єтнамського військового і військово-технічного співробітництва надав візит до Києва Міністра національної оборони В'єтнаму Фам Ван Ча.
Взаємовигідним та корисним для обох сторін у плані збагачення досвідом законотворчості став офіційний візит в Україну Голови Національних Зборів СРВ Нґуєн Ван Ана у січні 2003 року.
Упродовж 2004—2007 років між сторонами тривав регулярний експертний діалог, відбувалися спільні засідання двосторонніх міжурядових органів: МУВК, Підкомісії з питань науково-технічного співробітництва, Міжурядової координаційної комісії з питань військово-технічного співробітництва.
Уповноважений Верховної Ради України з прав людини Ніна Карпачова в лютому 2005 року побувала у СРВ на запрошення керівництва Національних зборів.
У червні 2006 р. Почесним консулом України у м. Хошимін (колишній Сайгон) став громадянин СРВ Ву Дінь Люєн. У грудні 2006 р. у Ханої вперше проведено виставку-презентацію «Дні науки і техніки України у В'єтнамі».
Розвитку двосторонніх українсько-в'єтнамських відносин сприяла зустріч Міністра закордонних справ України Арсенія Яценюка з Віце-прем'єр-міністром, Міністром закордонних справ СРВ Фам За Кхіємом у Нью-Йорку 25 вересня 2007 року в рамках їхньої участі у 62-й сесії ГА ООН. Міністри підписали Угоду про реадмісію між Україною і СРВ.
Наприкінці 2007 р. заступник Міністра економіки України В.Пятницький провів у Ханої консультації з тарифних питань. Підписано Протокол щодо підтримки В'єтнамом вступу України до СОТ, а також Протокол про взаємне визнання ринкового статусу економік.
У травні 2010 року Україну відвідала делегація Компартії В'єтнаму на чолі з керівником Відділу міжнародних зв‘язків Центрального комітету КПВ Хоанг Бінь Куаном.
У липні 2010 року в Києві відбулися перші з 2005 року політичні консультації між МЗС двох країн. Українську делегацію на переговорах очолював Заступник міністра закордонних справ О. Горін, в'єтнамську — Заступник міністра закордонних справ Нгуєн Куок Кионг.
У жовтні 2010 року в м. Монтре (Швейцарія) відбулася зустріч Міністра закордонних справ України Костянтина Грищенка з Віце-президентом СРВ пані Нгуєн Тхі Зоан.
У жовтні 2010 року в Ханої перебувала делегація Рахункової палати України на чолі з В. К. Симоненком. Під час візиту було підписано Угоду про двосторонню співпрацю між Рахунковою палатою України та державним аудиторським офісом В'єтнаму.
У грудні 2010 року в Ханої проведено 11-те засідання Міжурядової українсько-в'єтнамської комісії з питань торговельно-економічного та науково-технічного співробітництва.
5—7 грудня 2010 року відбувся офіційний візит до СРВ Голови Верховної Ради України Володимира Литвина. Під час візиту Глава українського Парламенту провів зустрічі з Президентом Національних Зборів В'єтнам Нгуєн Фу Чонгом, Президентом СРВ Нгуєн Мінь Чієтом, Прем'єр-міністром В'єтнам Нгуєн Тан Зунгом. Сторонами обговорювалися актуальні питання активізації політичного діалогу на найвищому рівні, поглиблення співпраці в економічній, військово-технічній, культурно-гуманітарній сферах.
25—27 березня 2011 року відбувся державний візит до СРВ Президента України В. Ф. Януковича. У рамках візиту керівник Української держави провів зустріч переговори з Президентом СРВ Нгуєн Мінь Чієтом, зустрівся з Прем'єр-міністром В'єтнам Нгуєн Тан Зунгом та Президентом Національних Зборів, Генеральним Секретарем Комуністичної Партії В'єтнам Нгуєн Фу Чонгом. Президент України виступив на українсько-в'єтнамському бізнес-форумі, в якому, також, брав участь Президент СРВ.
Головним підсумком візиту стало підписання Президентами України та Соціалістичної Республіки В'єтнам Спільної заяви щодо розвитку всебічного співробітництва та партнерства України та В'єтнаму, в якій окреслюються основні напрямки, форми і механізми подальшої взаємодії з широкого кола двосторонніх та міжнародних питань. Документом визначено пріоритети співробітництва між Україною та СРВ.
Наявність значної договірно-правової бази та взаємна торгівля у понад 500 млн дол. низку років поспіль дозволяють оптимістично оцінювати майбутнє українсько-в'єтнамських відносин, для яких характерні відсутність принципових політичних розбіжностей і налаштованість на послідовний розвиток відносин дружби і взаємовигідного партнерства.

## Цікаві факти
- Існує повір'я, що в'єтнамці (в'єти) походять від дракона і феї-птиці[15].
- У В'єтнамі неподалік від міста Дананг є найдовша у світі підвісна канатна дорога[16].
- За формою В'єтнам нагадує латинську букву «S».
- Бухта Ха-Лонг визнана ЮНЕСКО об'єктом Всесвітньої природної спадщини.
- Аозай є найпопулярнішим жіночим національним костюмом у країні.
- Нгуєн (Nguyễn) є найпопулярнішим прізвищем у В'єтнамі: за приблизними оцінками його використовує близько 40 % населення.